# Габріель Бельгійський
Принц Габріель Бодуен Карл Марія Бельгійський (фр. Gabriel Baudouin Charles Marie, нід. Gabriël Boudewijn Karel Maria; нар. 20 серпня 2003, Андерлехт) — принц Бельгійський, друга дитина і перший син короля Бельгії Філіпа I і його дружини Матільди, онук Альберта II. Займає друге місце в спадкуванні трону Бельгії, слідом за старшою сестрою Єлизаветою.

## Біографія
Принц народився в Андерлехті 20 серпня 2003 року. Він є другою дитиною і першим сином наслідного принца Бельгії Філіпа, герцога Брабантского і його дружини Матільди, до шлюбу д'Удекем д'Акоз. Його хресними були баронеса Марія Христина фон Фрейберг і його дядько по материнській лінії граф Карл Анрі де д'Удекем д'Акоз. Йому було дано чотири імені:
- Габріель — традиційне ім'я в бельгійському королівському будинку.
- Бодуен — на честь його двоюрідного діда короля Бодуена I.
- Карл — на честь хрещеного батька Карл Анрі де д'Удекем д'Акоз.
- Марія — на честь Діви Марії.

За дванадцять років до його народження в Бельгії був прийнятий новий закон успадкування престолу, за яким він приймає позицію первородства. Таким чином, його сестра Єлизавета займає перше місце в спадкуванні трону Бельгії. Крім його старшої сестри Єлизавети, у принца Габріеля є молодший брат Еммануель і сестра Елеонора.
Батько Габріеля походить з Саксен-Кобург-Готської династії. Ця династія зв'язала себе родинними узами з такими європейськими будинками, як Орлеанський, баварськими Віттельсбахами, шведськими Бернадотами, австрійськими Габсбургами. Його мати Матильда, уроджена Матильда Марія Христина Гіслен д'Удекем д'Акоз, дочка графа Патріка Анрі д'Удекем д'Акоз і польської дворянки графині Анни Коморовської. Через свою бабусю Ганну принц пов'язаний родинними зв'язками з відомими польськими родинами, такими як Радзивілли, Чарторийські, Замойські, Тишкевичі, королівською династією Литви Ягеллонів і багатьма російськими дворянськими родами.